# Gorłowski
Gorłowski (Jelita odmienne XI) – polski herb szlachecki, odmiana herbu Jelita, z nobilitacji.

## Opis herbu
W polu czerwonym trzy kopie w gwiazdę złote z ostrzami srebrnymi – dwie w krzyż skośny i trzecia na opak, na nich.
Klejnot – nad hełmem bez korony dwa skrzydła orle.
Labry czerwone, podbite złotem.

## Najwcześniejsze wzmianki
Nadany 11 czerwca 1593 Szymonowi Gorłowskiemu. Herb powstał z adopcji do herbu Jelita, którego udzielił Jan Zamoyski. Nobilitacja była nagrodą za zasługi wojenne w walkach z Moskwą, udział w bitwie pod Byczyną i obronie Krakowa przed arcyksięciem Maksymilianem.

## Herbowni
Gorłowski.